# Безсъници в Сиатъл
Безсъници в Сиатъл (на английски: Sleepless in Seattle) е американска романтична комедия от 1993 година.

## Сюжет
Това е вторият филм, в който Мег Райън и Том Ханкс са заедно на екрана, но именно той ги прави най-обичаната екранна двойка на 90-те години. Във филма, превърнал се в класика, те играят сродни души, които никога не са се срещали. Необходима е помощта на едно дете и радиопредаване, за да се случи съдбовната среща.

## Актьорски състав
| Актьор            | Роля              |
| Том Ханкс         | Сам Болдуин       |
| Мег Райън         | Ани Рийд          |
| Бил Пулман        | Уолтър            |
| Рос Малингер      | Джона Болдуин     |
| Роузи О'Донъл     | Беки              |
| Габи Хофман       | Джесика           |
| Виктор Гарбър     | Грег              |
| Рита Уилсън       | Сузи              |
| Барбара Гарик     | Виктория          |
| Кери Лоуъл        | Маги Абът Болдуин |
| Дейвид Хайд Пиърс | Денис Рийд        |
| Роб Райнър        | Джей              |
| Кевин О'Морисън   | Клиф Рийд         |
| Франсис Конрой    | Айрин Рийд        |

## Саундтрак
1. As Time Goes By – Джими Дуранте (2:28)
2. A Kiss to Build a Dream on – Луис Армстронг (3:01)
3. Stardust – Нат Кинг Кол (3:15)
4. Makin' Whoopee – Доктор Джон и Рики Лий Джоунс (4:09)
5. In the Wee Small Hours of the Morning – Карли Саймън (3:16)
6. Back in the Saddle Again – Джийн Отри (2:36)
7. Bye Bye Blackbird – Джо Кокър (3:30)
8. A Wink and a Smile – Хари Коник (4:08)
9. Stand By Your Man – Тайми Уайнет (2:41)
10. An Affair to Remember – Марк Шейман (2:31)
11. Make Someone Happy – Джими Дуранте (1:52)
12. When I Fall in Love – Селин Дион & Клайв Грифин (4:21)

## Награди и номинации
| Награда                              | Категория                               | Номиниран(и)                         | Резултат  |
| ------------------------------------ | --------------------------------------- | ------------------------------------ | --------- |
| Награди на филмовата академия на САЩ | Най-добра оригинална песен              | „A Wink and a Smile“                 | номинация |
| Награди на филмовата академия на САЩ | Най-добър оригинален сценарий           | Нора Ефрон, Дейвид Уард, Джеф Арч    | номинация |
| Златен глобус                        | Най-добър филм - мюзикъл или комедия    | Най-добър филм - мюзикъл или комедия | номинация |
| Златен глобус                        | Най-добър актьор в мюзикъл или комедия  | Том Ханкс                            | номинация |
| Златен глобус                        | Най-добра актриса в мюзикъл или комедия | Мег Райън                            | номинация |
| Награда на БАФТА                     | Най-добра филмова музика                | Марк Шейман                          | номинация |
| Награда на БАФТА                     | Най-добър сценарий                      | Нора Ефрон, Дейвид Уард, Джеф Арч    | номинация |